# ハルカミホ
ハルカミホ（1986年6月23日 - ）は、日本の歌手。岐阜県岐阜市出身、血液型O型、岐阜県立岐阜北高等学校卒。夫はアーティストの雨宮庸介。
作曲家・筒美京平の楽曲提供とプロデュースを受け、2005年12月7日、本名の尾関美穂の名で、「メコンの憂鬱」にてエイベックスよりメジャーデビュー。その後も同作曲家より楽曲提供を受け、シングル4枚・アルバム1枚をリリース。所属事務所はサンズエンタテインメント、レコード会社はエイベックスだった。
2007年1月1日に事務所移籍、約1年の活動休止をはさみ、2008年2月6日にme_ho（みーほ）に改名し、インデックスミュージック（販売元：キングレコード）から「lovers'tone」をリリース。
2011年より、ハルカミホに改名。同年2月2日にはザ・ピーナッツの「恋のバカンス」を大内義昭と共にカバーし、配信リリース。歌謡曲の詞の世界や表現に強い興味を示し、デビュー以降昭和の曲をカバーしている。
2006年4月から12月までLFX mudigi『サンデー蔵出しアナログ盤アワー』のアシスタントを務めていた。またChannel aに出演した際には、司会の宮川大輔から喋り方がオバサン臭いと言われ、年齢詐称疑惑をけしかられた。
裸族を公言しており、年に数回パンツをはき忘れる。
公式ブログによると2014年よりベルリンに移住。2015年2月にアーティストの雨宮庸介と入籍したと公表した。同年6月よりドイツにて「ハリボテワイフ」というキャラクターを創始し、自作した被り物でベルリンなどドイツの主要地域を練り歩き始め、7月2日にはJAPAN TODAYにて紹介された。

2023年12月22日より、ライブ配信アプリポコチャにて《うたうまワイフちゃん》の名でライブ配信を行っている。
2025年6月23日 サンライトレコードより配信シングル「喇叭」をリリース

## ディスコグラフィー

### シングル

#### 尾関美穂
- メコンの憂鬱（オリジナル曲、筒美京平が手がけている）
- また逢う日まで（尾崎紀世彦のカバー）
- 九月の雨（太田裕美のカバー）
- 土曜日の魔法

#### me_ho
- Lovers' tone（2008年2月6日発売最新シングル、素敵探偵☆ラビリンスエンディングテーマ）

#### ハルカミホ
- 恋のバカンス（大内義昭と共にカバー）/TA-SACRAプロデュース・編曲
- いいっちゃええっちゃ北九州～未来への絆～（わっしょい百万夏祭り総踊り使用曲）
- 喇叭(らっぱ) サンライトレコードより配信シングル

## 過去のレギュラー番組
- ブロードバンド!ニッポンサンデースペシャル『サンデー蔵出しアナログ盤アワー』（LFX mudigi、日曜14:00～17:00、2006年4月から12月まで）
- FM愛知ハルカミホの女子会、(2011年4月から2012年3月まで)